# Feliks Szrajber
Feliks Szrajber, także Feliks Schreiber (ur. 1857 w Mikołajkach Pomorskich, zm. 21 lipca 1889 w Olsztynie) – ksiądz katolicki, doktor prawa kanonicznego, olsztyński działacz kulturalno-religijny, sprzyjał ludności polskiej, zajmował stanowisko neutralne wobec zorganizowanego ruchu polskiego i katolickiego partii Centrum.

## Życiorys

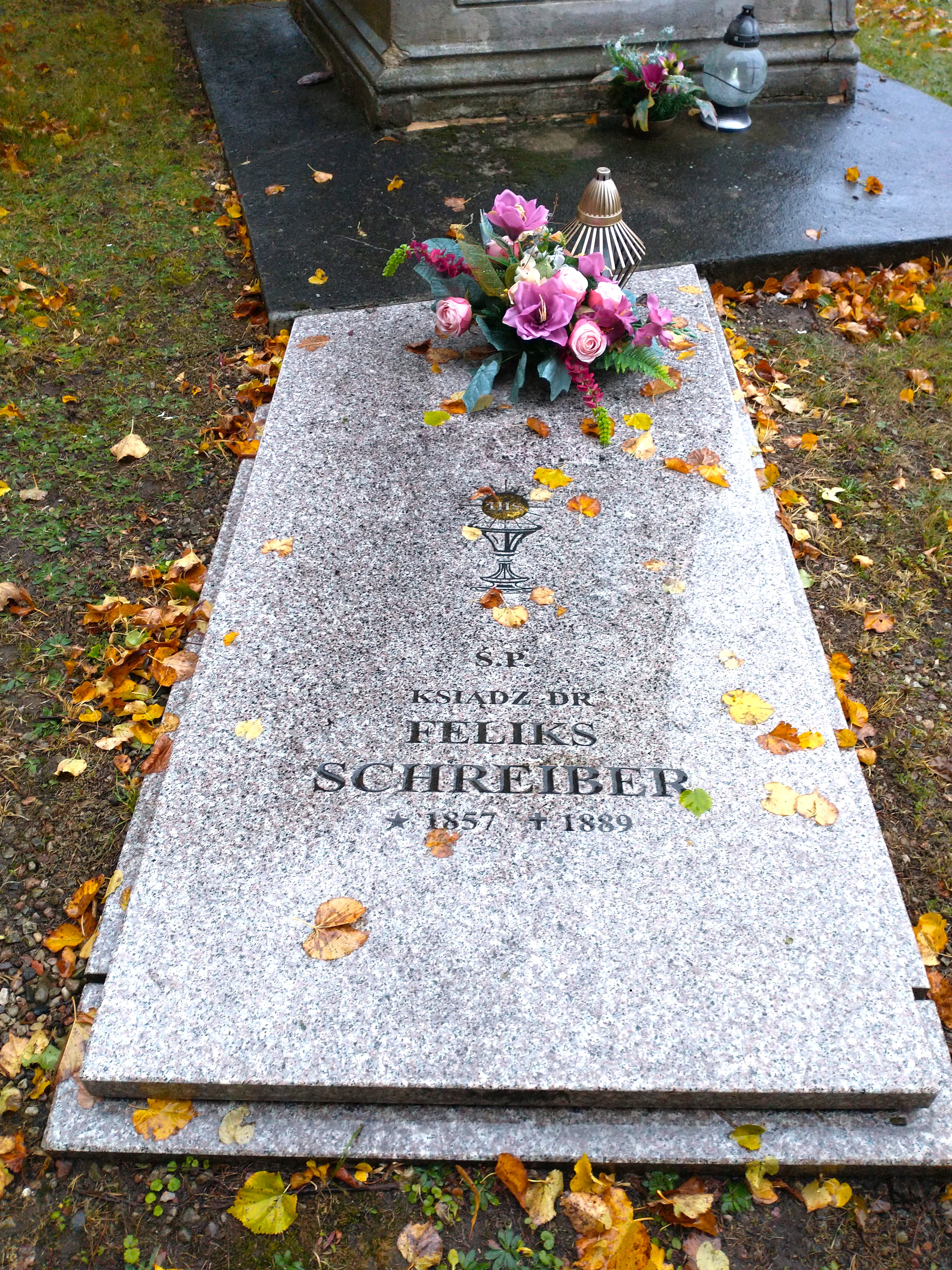
Grob w Mikołajkach Pomorskich

Urodził się w rodzinie ziemiańskiej. Ukończył gimnazjum w Chełmnie, studiował teologię w Seminarium Duchownym w Braniewie, a potem w Rzymie gdzie uzyskał doktorat z prawa kanonicznego. Był wikariuszem w Postolinie (k. Sztumu). W 1886 przeniósł się do Olsztyna, do parafii św. Jakuba, gdzie prowadził aktywna działalność religijną i społeczną wśród rzemieślników i robotników. Ksiądz Szrajber był także prezesem koła Towarzystwa św. Wincentego á Paulo i skarbnikiem koła Towarzystwa Śpiewaczego św. Cecylii. Wygłaszał odczyty na tematy religijne, rozprowadzał elementarze poznańskie (sprowadzał za własne pieniądze), współpracował z Janem Liszewskim (redaktor „Gazety Olsztyńskiej”). Z inicjatywy ks. Szrajbera na łamach „Gazety Olsztyńskiej” krytykowano działania germanizacyjne prowadzone w kościele w Brąswałdzie przez ks. Hermana Macherzyńskiego.
W 1888 rozpoczął budowę Domu Kopernika, który miał służyć polskiej młodzieży robotniczej. Zmarł w Olsztynie nie ukończywszy dzieła w dniu 21 lipca 1889 r. Pochowany na cmentarzu w Mikołajkach. Biografię ks. Szrajbera (Schreibera) napisał i zamieścił w Kalendarzu Polsko-Warmińskim na rok przestępny 1892 Eugeniusz Buchholz. Z inicjatywy Szrajbera Buchholz otworzył księgarnię w Olsztynie przy ul. Górnej i planował założenie pisma Nowiny Warmiński. Pierwszy numer tego pisma ukazał się w październiku 1890, a więc ponad rok od śmierci ks. Feliksa Szrajbera.
Imieniem Feliksa Szrajbera nazwano ulicę w Olsztynie oraz w jego rodzinnej miejscowości - Mikołajkach Pomorskich (zapisywane jako ul. Szreibera). 